# Elmas
Elmas is een gemeente in de Italiaanse provincie Cagliari (regio Sardinië) en telt 8475 inwoners (31-12-2004). De oppervlakte bedraagt 13,7 km², de bevolkingsdichtheid is 619 inwoners per km².
Elmas is vooral bekend omdat het vliegveld van Cagliari in de gemeente Elmas ligt, tussen Elmas en Assemini in.

## Demografie
Elmas telt ongeveer 3083 huishoudens. Het aantal inwoners steeg in de periode 1991-2001 met 7,9% volgens cijfers uit de tienjaarlijkse volkstellingen van ISTAT.
| Jaar | Inwoneraantal |
| ---- | ------------- |
| 1991 | 7348          |
| 2001 | 7930          |

## Geografie
De gemeente ligt op ongeveer 7 m boven zeeniveau.
Elmas grenst aan de volgende gemeenten: Assemini, Cagliari, Sestu.